# Coupe du monde de cyclisme sur piste 1994
Navigation
Coupe du monde 1993 Coupe du monde 1995
La Coupe du monde de cyclisme sur piste 1994 est une compétition de cyclisme sur piste organisée par l'Union cycliste internationale. Cette deuxième édition se compose de quatre manches.

## Manches
| Date                 | Pays       | Ville              |
| -------------------- | ---------- | ------------------ |
| 18-20 mai 1994       | Italie     | Bassano del Grappa |
| 2-4 juin 1994        | Danemark   | Copenhague         |
| 1er-3 juillet 1994   | France     | Hyères             |
| 20-22 septembre 1994 | États-Unis | Colorado Springs   |

## Hommes

### Kilomètre
| Date                 | Lieu               | Vainqueur        | 2e                  | 3e                   |
| -------------------- | ------------------ | ---------------- | ------------------- | -------------------- |
| 18-20 mai 1994       | Bassano del Grappa |                  |                     |                      |
| 2-4 juin 1994        | Copenhague         | Florian Rousseau | José Moreno Periñan | Dirk Jan van Hameren |
| 1er-3 juillet 1994   | Hyères             | Jens Glücklich   | Frédéric Lancien    | Dirk Jan van Hameren |
| 20-22 septembre 1994 | Colorado Springs   | Sören Lausberg   | Shane Kelly         | Gianluca Capitano    |

### Keirin
| Date                 | Lieu               | Vainqueur      | 2e              | 3e                          |
| -------------------- | ------------------ | -------------- | --------------- | --------------------------- |
| 18-20 mai 1994       | Bassano del Grappa |                |                 |                             |
| 2-4 juin 1994        | Copenhague         | Michael Hübner | Marty Nothstein | Darryn Hill                 |
| 1er-3 juillet 1994   | Hyères             | Federico Paris | Frédéric Magné  | Curt Harnett                |
| 20-22 septembre 1994 | Colorado Springs   | Federico Paris | Curt Harnett    | Jhon Jaime González Jimenez |

### Vitesse individuelle
| Date                 | Lieu               | Vainqueur       | 2e             | 3e               |
| -------------------- | ------------------ | --------------- | -------------- | ---------------- |
| 18-20 mai 1994       | Bassano del Grappa |                 |                |                  |
| 2-4 juin 1994        | Copenhague         | Jens Fiedler    | Michael Hübner | Roberto Chiappa  |
| 1er-3 juillet 1994   | Hyères             | Roberto Chiappa | Bill Huck      | Florian Rousseau |
| 20-22 septembre 1994 | Colorado Springs   | Roberto Chiappa | Curt Harnett   | Darryn Hill      |

### Vitesse par équipes
| Date                 | Lieu               | Vainqueur                                               | 2e                                                      | 3e                                                           |
| -------------------- | ------------------ | ------------------------------------------------------- | ------------------------------------------------------- | ------------------------------------------------------------ |
| 18-20 mai 1994       | Bassano del Grappa |                                                         |                                                         |                                                              |
| 2-4 juin 1994        | Copenhague         | France Florian Rousseau Frédéric Magné Fabrice Colas    | Allemagne Michael Scheurer Jens Fiedler Michael Hübner  | Italie Adler Capelli Roberto Chiappa Federico Paris          |
| 1er-3 juillet 1994   | Hyères             | France Florian Rousseau Frédéric Lancien Benoît Vétu    | Italie Federico Paris Roberto Chiappa Gianluca Capitano | Allemagne Jens Glücklich Christian Schink Bill Huck          |
| 20-22 septembre 1994 | Colorado Springs   | Italie Gianluca Capitano Roberto Chiappa Federico Paris | Australie Shane Kelly Gary Neiwand Darryn Hill          | Trinité-et-Tobago Gene Samuel Michael Philipps Clinton Grant |

### Poursuite individuelle
| Date                 | Lieu               | Vainqueur          | 2e              | 3e             |
| -------------------- | ------------------ | ------------------ | --------------- | -------------- |
| 18-20 mai 1994       | Bassano del Grappa |                    |                 |                |
| 2-4 juin 1994        | Copenhague         | Philippe Ermenault | Jan Bo Petersen | Jens Lehmann   |
| 1er-3 juillet 1994   | Hyères             | Philippe Ermenault | Juan Martinez   | Eduard Gritsun |
| 20-22 septembre 1994 | Colorado Springs   | Stuart O’Grady     | Kent Bostik     | Serge Ferreira |

### Poursuite par équipes
| Date                 | Lieu               | Vainqueur                                                           | 2e                                                                      | 3e                                                                 |
| -------------------- | ------------------ | ------------------------------------------------------------------- | ----------------------------------------------------------------------- | ------------------------------------------------------------------ |
| 18-20 mai 1994       | Bassano del Grappa |                                                                     |                                                                         |                                                                    |
| 2-4 juin 1994        | Copenhague         | Allemagne Guido Fulst Jens Lehmann Danilo Hondo Christian Bach      | Danemark Jan Bo Petersen Frederik Bertelsen Jimmi Madsen Lars Olsen     | France Philippe Ermenault Carlos Da Cruz Cyril Bos Éric Samoyeault |
| 1er-3 juillet 1994   | Hyères             | Danemark Frederik Bertelsen Jesper Verdi Michael Steen Nielsen      | Italie Cristiano Citton Federico De Beni Gianni Patuelli Mauro Trentini | Philippe Ermenault Hervé Dagorne Éric Samoyeault Jean-Michel Monin |
| 20-22 septembre 1994 | Colorado Springs   | Australie Brett Aitken Stuart O’Grady Oliver Woods Tim O'Shannessey | Allemagne Robert Bartko Guido Fulst Danilo Hondo Olaf Pollack           | États-Unis Adam Laurent Zachary Conrad Dirk Copeland Matt Hamon    |

### Course aux points
| Date                 | Lieu               | Vainqueur         | 2e               | 3e             |
| -------------------- | ------------------ | ----------------- | ---------------- | -------------- |
| 18-20 mai 1994       | Bassano del Grappa |                   |                  |                |
| 2-4 juin 1994        | Copenhague         | Carsten Wolf      | Franz Stocher    | Jens Veggerby  |
| 1er-3 juillet 1994   | Hyères             | Jukka Heikkainnen | Federico Da Beni | Franz Stocher  |
| 20-22 septembre 1994 | Colorado Springs   | Jimmi Madsen      | Dirk Copeland    | Stuart O’Grady |

### Scratch
| Date                 | Lieu               | Vainqueur        | 2e               | 3e               |
| -------------------- | ------------------ | ---------------- | ---------------- | ---------------- |
| 18-20 mai 1994       | Bassano del Grappa |                  |                  |                  |
| 2-4 juin 1994        | Copenhague         | Gabriel Curuchet | Cyril Bos        | Erik Weispfennig |
| 1er-3 juillet 1994   | Hyères             | Roland Garber    | Anthony Stirrat  | Jukka Heikkainen |
| 20-22 septembre 1994 | Colorado Springs   | Dean Woods       | Erik Weispfennig | Klaus Kynde      |

## Femmes

### 500 mètres
| Date                 | Lieu               | Vainqueur               | 2e                      | 3e                             |
| -------------------- | ------------------ | ----------------------- | ----------------------- | ------------------------------ |
| 18-20 mai 1994       | Bassano del Grappa |                         |                         |                                |
| 2-4 juin 1994        | Copenhague         | Félicia Ballanger (FRA) | Galina Enioukhina (RUS) | Tanya Dubnicoff (CAN)          |
| 1er-3 juillet 1994   | Hyères             | Félicia Ballanger (FRA) | Tanya Dubnicoff (CAN)   | Erika Salumäe (EST)            |
| 20-22 septembre 1994 | Colorado Springs   | Félicia Ballanger (FRA) | Tanya Dubnicoff (CAN)   | Jeannie Quigley-Eickhoff (USA) |

### Vitesse individuelle
| Date                 | Lieu               | Vainqueur               | 2e                      | 3e                          |
| -------------------- | ------------------ | ----------------------- | ----------------------- | --------------------------- |
| 18-20 mai 1994       | Bassano del Grappa | Félicia Ballanger (FRA) | Galina Enioukhina (RUS) | Olga Slyusareva (RUS)       |
| 2-4 juin 1994        | Copenhague         | Galina Enioukhina (RUS) | Ingrid Haringa (NED)    | Tanya Dubnicoff (CAN)       |
| 1er-3 juillet 1994   | Hyères             | Félicia Ballanger (FRA) | Ingrid Haringa (NED)    | Tanya Dubnicoff (CAN)       |
| 20-22 septembre 1994 | Colorado Springs   | Tanya Dubnicoff (CAN)   | Félicia Ballanger (FRA) | Nathalie Lancien-Even (FRA) |

### Poursuite individuelle
| Date                 | Lieu               | Vainqueur                    | 2e                           | 3e                        |
| -------------------- | ------------------ | ---------------------------- | ---------------------------- | ------------------------- |
| 18-20 mai 1994       | Bassano del Grappa | Janie Quigley-Eickhoff (USA) | Svetlana Potemkina (RUS)     | Anke Wichmann (GER)       |
| 2-4 juin 1994        | Copenhague         | Marion Clignet (FRA)         | Janie Quigley-Eickhoff (USA) | Barbara Erdin-Ganz (SUI)  |
| 1er-3 juillet 1994   | Hyères             | Svetlana Potemkina (RUS)     | Tea Vikstedt-Nyman (FIN)     | Ina-Yoko Teutenberg (GER) |
| 20-22 septembre 1994 | Colorado Springs   | Kathryn Watt (AUS)           | Janie Quigley-Eickhoff (USA) | Anke Wichmann (GER)       |

### Course aux points
| Date                 | Lieu               | Vainqueur             | 2e                          | 3e                          |
| -------------------- | ------------------ | --------------------- | --------------------------- | --------------------------- |
| 18-20 mai 1994       | Bassano del Grappa | Olga Slyusareva (RUS) | Anke Wichmann (GER)         | Tatjana Kaverina (RUS)      |
| 2-4 juin 1994        | Copenhague         | Evi Gensheimer (GER)  | Gunhild Orn (NOR)           | Samanta Costa (ITA)         |
| 1er-3 juillet 1994   | Hyères             | Ingrid Haringa (NED)  | Evelyne Müller (SUI)        | Nathalie Lancien-Even (FRA) |
| 20-22 septembre 1994 | Colorado Springs   | Kathryn Watt (AUS)    | Nathalie Lancien-Even (FRA) | Belem Guerrero (MEX)        |

### Scratch
| Date                 | Lieu               | Vainqueur                 | 2e                          | 3e                             |
| -------------------- | ------------------ | ------------------------- | --------------------------- | ------------------------------ |
| 18-20 mai 1994       | Bassano del Grappa |                           |                             |                                |
| 2-4 juin 1994        | Copenhague         | Galina Enioukhina (RUS)   | Elena Loskutova (UKR)       | Kristel Werckx (BEL)           |
| 1er-3 juillet 1994   | Hyères             | Ina-Yoko Teutenberg (GER) | Nathalie Lancien-Even (FRA) | Kristel Werckx (BEL)           |
| 20-22 septembre 1994 | Colorado Springs   | Mira Kasslin (FIN)        | Nathalie Lancien-Even (FRA) | Jeannie Quigley-Eickhoff (USA) |